# George S. Vasey
George S. Vasey  (28 février 1822 – 4 mars 1893)  est un botaniste américain d'origine anglaise. Il effectua de nombreuses collectes dans l'Illinois avant d'intégrer le département de l'Agriculture des États-Unis (USDA), où il devint botaniste en chef et conservateur de l'herbier national des États-Unis.